# 丽江黄芩
丽江黄芩（学名：Scutellaria likiangensis）为唇形科黄芩属下的一个种。

## 扩展阅读
- 維基物種上的相關：丽江黄芩